# Berbalang
Les Berbalang sont des créatures fantastiques du folklore malais.
D'apparence humaine, ils ressemblent aux vampires mais ont des ailes et des yeux bridés. Ils fouillent les tombes pour manger les cadavres.